# Futurisme
Futurismen (latin: futurum; fremtid) er en kunstnerisk avantgardebevægelse med udspring i Italien i begyndelsen af 1900-tallet. Futuristerne (med F.T. Marinetti i spidsen) hyldede byen, støjen, farten og krigen som det nye århundredes mentalitet i et opgør med al gammel museumskunst.
I 1909 fødtes den italienske futurisme med publiceringen af bevægelsens første manifest i Le Figaro. En stor del af de mest kendte italienske futurister stod som afsendere på manifestet, der hurtigt spredte sig både indenfor og udenfor Europas grænser, og nåede Rusland samme år. Manifestet hylder og kræver en kunst, der tager udgangspunkt i teknologiske fremskridt og modernitetens potentiale. Industriel udvikling blev set som et incitament til at komme ud over den traditionsforankring, som futuristerne mente obstruerede det tilbagestående Italiens udvikling og fart, simultanitet, urbanitet, racerbiler, flyvemaskiner, maskingeværer og andre teknologiske nyskabelser og reflekser af industrialiseringen blev lovprist.
Kravet til litteraturen blev, at den skulle udtrykke det moderne menneskes nye liv, og gerne i en mere koncentreret form, end de fleste mennesker havde mulighed for at leve. Den industrielle verden, og fremfor alt det rastløse storbyliv, udgjorde emnekredsen. Digterens oplevelser blev gengivet så direkte som muligt gennem begejstrede syns-, lugt- og lydindtryk.

## Forfattere
- F.T. Marinetti

## Billedkunstnere
- Giacomo Balla
- Umberto Boccioni
- Luigi Russolo

## Komponister
- Luigi Russolo